# Andrey Zeits
Andrey Zeits (Pavlodarskaya, 14 de diciembre de 1986) es un ciclista kazajo que fue profesional desde 2008, debutando con el equipo Astana, hasta 2023.
Su principal logro como profesional es la medalla de plata en el campeonato kazajo de contrarreloj de 2008.

## Palmarés
2008
- 2.º en el Campeonato de Kazajistán Contrarreloj

2009
- 3.º en el Campeonato de Kazajistán Contrarreloj

2015
- 1 etapa del Tour de Hainan

2018
- 3.º en el Campeonato de Kazajistán Contrarreloj

2023
- Tour de Kyūshū, más 1 etapa

## Resultados en Grandes Vueltas y Campeonatos del Mundo
| Carrera              | Carrera              | 2008 | 2009 | 2010  | 2011 | 2012 | 2013  | 2014  | 2015 | 2016 | 2017 | 2018 | 2019 | 2020 | 2021 | 2022 | 2023 |
| -------------------- | -------------------- | ---- | ---- | ----- | ---- | ---- | ----- | ----- | ---- | ---- | ---- | ---- | ---- | ---- | ---- | ---- | ---- |
|                      | Giro de Italia       | —    | 35.º | —     | —    | 85.º | 106.º | 102.º | 59.º | 33.º | 63.º | 67.º | 26.º | —    | —    | —    | —    |
|                      | Tour de Francia      | —    | —    | —     | 45.º | —    | —     | —     | —    | —    | 44.º | —    | —    | —    | —    | 38.º | —    |
|                      | Vuelta a España      | —    | —    | 103.º | —    | 52.º | 81.º  | 50.º  | 68.º | 31.º | —    | 52.º | —    | —    | 44.º | —    | 46.º |
| Mundial en Ruta      | Mundial en Ruta      | —    | —    | —     | —    | —    | Ab.   | 88.º  | —    | —    | —    | 22.º | —    | —    | —    | —    | —    |
| Mundial Contrarreloj | Mundial Contrarreloj | 47.º | —    | 34.º  | —    | —    | —     | —     | —    | —    | —    | —    | —    | —    | —    | —    | —    |

—: no participa

Ab.: abandono

## Equipos
- Astana (2008-2019)
- Mitchelton/BikeExchange[2] (2020-2021)
  - Mitchelton-Scott (2020)
  - Team BikeExchange (2021)
- Astana Qazaqstan Team (2022-2023)